# Sons of Texas
Sons of Texas — американская метал-группа.

## История
Группа была создана в 2013 году в городе Мак-Аллен, штат Техас, США.
В 2015 году коллектив выпустил дебютный альбом «Baptized in the Rio Grande», который занял 143 место в чарте Billboard 200, 5 место в Heatseekers Albums, 36 место в US Rock и 9 место в US Hard Rock.
В 2017 году музыканты выпустили второй альбом «Forged by Fortitude».
10 декабря 2021 года Майк, Ник и Джон объявили в своих социальных сетях, что покинули группу. На следующий день Джес на официальной странице группы в Instagram также объявил о своём выходе из коллектива и завершении существования группы. При этом вокалист Марк Моралес не делал публичных заявлений.

## Состав
- Марк Моралес — вокал (с 2013)
- Джес ДеХойос — гитара, бэк-вокал (2013—2021)
- Джон Оливарез — гитара (2013—2021)
- Ник Вильярреал — бас-гитара (2013—2021)
- Майк Вильярреал — ударные (2013—2021)

## Дискография

### Студийные альбомы
- Baptized in the Rio Grande (2015)
- Forged by Fortitude (2017)

### Мини-альбомы
- Resurgence (2019)
- As the Crow Flies (2020)

### Синглы
- Blameshift (2016)
- Beneath the Riverbed / Ball and Chain (2016)
- Under the Gun (2020)